# 泉仲遵
泉 仲遵（せん ちゅうじゅん、515年 - 559年）は、西魏から北周にかけての官僚・軍人。またの名は恭。本貫は上庸郡豊陽県。

## 経歴
泉企の子として生まれた。若くして実直な性格で、経書や史書を渉猟した。13歳のとき、洛州に召されて主簿となった。14歳で豊陽県令となった。成長すると、父兄の征戦のたびに従軍して、武勇と決断力で知られるようになった。537年（大統3年）、東魏の高昂が洛州を攻撃してくると、仲遵は父の命を受けて500人を率いて出戦した。衆寡敵せず、退却して上洛城に入り、父とともに城を守った。矢が尽き、杖や棒を振るって戦ったが、流れ矢が目に当たったため、戦闘不能となった。上洛が陥落すると、父の泉企や兄の泉元礼らは東に連行されたが、仲遵は負傷していたため残された。兄の元礼が帰還すると、ともに杜窋を斬り、功績により豊陽県伯に封じられた。征東将軍・豫州刺史の任を加えられた。元礼とともに沙苑の戦いに参加し、元礼は戦没したが、仲遵は生き残って洛州刺史となった。
543年（大統9年）、東魏の北豫州刺史の高仲密が成皋で西魏に降ると、宇文泰が軍を率いてこれに応対し、別に仲遵は于謹の下で柏谷塢を攻撃した。仲遵は先頭で奮戦して、東魏の将の王顕明を捕らえた。柏谷塢を落とすと、西魏の本軍と合流して邙山の戦いに参戦した。547年（大統13年）、王思政が潁川に移鎮すると、仲遵はその下で行荊州事をつとめた。549年（大統15年）、大都督の任を加えられた。まもなく車騎大将軍・儀同三司の位に進んだ。
南朝梁の司州刺史の柳仲礼がたびたび西魏の南辺を侵犯したため、楊忠が柳仲礼を討つこととなり、仲遵は宇文泰の命を受けて楊忠の下で従軍した。梁の隨郡太守の桓和が抵抗したため、進軍を阻まれた。楊忠は柳仲礼を討つのが目的で、隨郡が目的ではないと言って、先に柳仲礼を討てば、桓和は攻撃せずとも屈服するだろうとの見通しを立てた。これに対して仲遵が後方に敵を放置したまま深入りするのは危険であると主張したため、楊忠は仲遵の意見を聞き入れた。仲遵は先頭に立って隨郡を攻撃し、桓和を捕らえた。そのまま楊忠の下で柳仲礼を攻撃し、またこれを捕らえた。仲遵は驃騎大将軍・開府儀同三司の位に進み、洛州大中正を兼ねた。さらに都督三荊二襄二広南雍平信隨江二郢析十五州諸軍事となり、荊州刺史を代行した。ほどなく母が死去し、服喪のために辞職を願い出たが、許されなかった。
551年（大統17年）、王雄が上津・魏興に南征すると、仲遵は王雄の下で征戦に参加した。552年（廃帝元年）、上津に南洛州が置かれると、仲遵は南洛州刺史に任じられた。東梁州の少数民族の首領である杜清和が安康郡の首領の黄衆宝らと結んで挙兵し、東梁州を包囲した。再び王雄が派遣されてこの反乱は鎮圧された。巴州が洵州と改められて、仲遵の統治下に置かれた。清廉で簡素な統治で、諸民族も仲遵の統治に服した。
亡父の上洛郡公の爵位を嗣ぎ、旧封は子に授けるよう願い出て許された。554年（恭帝元年）、長安に召還されて、左衛将軍の号を受けた。まもなく都督金興等六州諸軍事・金州刺史として出向した。559年（武成元年）、在官のまま死去した。享年は45。大将軍・華洛等三州刺史の位を追贈された。諡は荘といった。
子の泉端が後を嗣ぎ、建徳末年に開府儀同大将軍に上った。

## 伝記資料
- 『周書』巻44 列伝第36
- 『北史』巻66 列伝第54